# Anotosaura
Genre
Anotosaura est un genre de sauriens de la famille des Gymnophthalmidae.

## Répartition
Les deux espèces de ce genre sont endémiques du Nordeste du Brésil.

## Liste des espèces
Selon The Reptile Database (9 janvier 2016) :
- Anotosaura collaris Amaral, 1933
- Anotosaura vanzolinia Dixon, 1974

## Publication originale
- Amaral, 1933 "1932" : Estudos sobre Lacertilios neotropicos. I. novos generos e especies de largartos do Brasil. Memorias do Instituto Butantan, vol. 7, p. 51-75.